# Mehdi Ghezali
Mehdi Mohammad Ghezali (arabisch مهدي محمد غزالي, DMG Mahdī Muḥammad Ġazālī; * 5. Juli 1979 in Stockholm), in den Medien früher als der Kuba-Schwede (schwedisch: Kubasvensken) bekannt, ist ein schwedischer Staatsbürger algerischer und finnischer Herkunft. Er war im Gefangenenlager der Guantanamo Bay Naval Base als so genannter unlawful combatant (ungesetzlicher Kombattant, sinngemäß ungesetzliche Kämpfer) von Januar 2002 bis Juli 2004 interniert.

## Überblick
Ghezali hatte eine Madrasa im Vereinigten Königreich besucht, bevor er nach Saudi-Arabien, Afghanistan und dann nach Pakistan reiste. In Pakistan wurde er verhaftet. Nach seiner Entlassung aus Guantanamo erhob die schwedische Regierung keine weiteren strafrechtlichen Anklagen gegen ihn, auch nicht wegen krimineller Handlungen vor seiner Gefangenschaft.
Nach Informationen der Webseite Stockholm News hatten pakistanische Sicherheitsdienste Ghezali verdächtigt, in einen Gefängnisaufstand verwickelt gewesen zu sein, bei dem 17 Personen getötet worden waren. Es wurde berichtet, dass Ghezali dieser Behauptung widersprach. Pakistanische Sicherheitsbeamte berichteten, dass ein Mann, der den Pass von Ghezali bei sich hatte, einer jener 12 Ausländer war, die bei dem Versuch am 28. August 2009 die Grenze nach Afghanistan zu überqueren, festgenommen wurden. Nach Informationen von Associated Press gehörte Ghezali zu einer Gruppe von 156 verdächtigten al-Qaida-Kämpfern, die gefangen genommen worden waren, als sie nach der Schlacht um Tora Bora aus dem afghanischen Tora-Bora-Höhlenkomplex flohen.

## Frühes Leben und Reisen
Mehdi Ghezali wurde am 5. Juli 1979 in der Gemeinde Botkyrka (Provinz Stockholm) geboren und wuchs in Örebro auf. Sein Vater ist ein Immigrant aus Algerien, seine Mutter stammt aus Finnland. Nach dem Abschluss der Sekundarschulausbildung 1999, erlernte er den Beruf des Schweißers. Im gleichen Jahr wurde er eines Diebstahls verdächtigt. Da er aber Schweden verließ, konnte er nicht von der schwedischen Polizei verhört werden. Sein Vater erklärte der Polizei, dass Ghezali nach Algerien ausgereist sei, um seinen Militärdienst zu absolvieren. Ghezali war jedoch nach Portugal gereist und dort am 31. Juli 1999 von der portugiesischen Polizei an der Algarve aufgegriffen. Er wurde des Bankraubs und eines Schmuckdiebstahls verdächtigt, gemeinsam mit seinem Partner Stavros Christos Toilos. Bei dem Bankraub in Albufeira waren 600.000 Euro erbeutet worden. Der in Playe de la Galé gestohlene Schmuck hatte einen Wert von 5000 Euro. Am 12. Juni 2000 wurden Ghezali und sein Partner aus dem Gefängnis entlassen, nachdem sie ohne Anklage 10 Monate dort verbracht hatten. Sie kehrten nach Schweden zurück.
Ghezali reiste dann nach Medina in Saudi-Arabien, um dort an der Universität zu studieren. Er wurde jedoch nicht angenommen und kehrte im Frühjahr 2001 für eine kurze Zeit nach Schweden zurück, bevor er nach London reiste, um an der Madrasa von Omar Bakri Mohammed zu lernen. Im Sommer 2001 reiste er dann nach Pakistan, um an einer der dortigen Madrasas zu lernen. Nachdem es ihm jedoch in keiner Madrasa gelungen war, angenommen zu werden, reiste er nach Afghanistan. Dort lebte er, nach eigenen Aussagen, mit seiner Familie in Dschalalabad. Ghezali sagte aus, er lebte dort ein einfaches Leben, spielte mit den Kindern und sah zu wie die Afghanen lebten. Nach Presseberichten lebte Ghezali im „Algerischen Haus“, ein bekannter Aufenthaltsort (Sicheres Haus) für al-Qaida-Kämpfer in Dschalalabad. Die bei Verhören des gefangenen Terroristen Ahmed Ressam erlangte Information beschreibt das „Algerische Haus“ als ein Teil des Trainingslagers, das als „biot al-ansar“ (Haus der Sympathisanten) bekannt war.

## Gefangennahme und Haft
Als die US-Streitkräfte zusammen mit der afghanischen Nordallianz den Unterschlupf Tora-Bora bombardierten, floh eine große Zahl von al-Qaida-Sympathisanten und andere Personen aus den betroffenen Gebieten Richtung Süden nach Pakistan. Mehdi Ghezali wurde von örtlichen Kriegsherren in Pakistan, im Tora Bora Gebirge, in der Nähe der pakistanisch-afghanischen Grenze gefangen genommen. Er wurde dem US-Militär übergeben. Diese brachten ihn ins Gefangenenlager Guantanamo Bay auf Kuba. Während seines Aufenthalts in Guantanamo wurde Ghezi von Vertretern der schwedischen Regierung besucht (Februar 2001, Januar und Juli 2003 und Januar 2004). Sie informierten ihn, dass für ihn in Schweden ein Anwalt gestellt wurde (Peter Althin), dass sein Fall in zwischenstaatlichen Kontakten zur Sprache gebracht wurde und dass die schwedischen Medien mehrmals über seinen Fall berichteten. Ghezali lehnte es angeblich ab, mit den Vertretern der schwedischen Regierung darüber zu sprechen, was er in Afghanistan und Pakistan gemacht habe. Das US-Verteidigungsministerium gab am 15. Mai 2006 eine Liste mit den in US-Gewahrsam befindlichen Häftlingen in Guantanamo heraus; auf dieser Liste hatte Ghezali die Gefangenennummer (englisch Internment Serial Number; kurz: ISN) 166. Sein Geburtsort wurde vom Verteidigungsministerium mit Stockholm angegeben.

## Freilassung
Nachdem Ghezali 930 Tage als ungesetzlicher Kombattant in Guantanamo gefangen war, wurde er am 8. Juli 2004 der schwedischen Regierung übergeben, da er nicht länger als eine Gefahr für die Vereinigten Staaten eingestuft wurde. Er verfügte über keine Informationen, die für die amerikanischen Geheimdienste von Interesse waren und er hatte kein Verbrechen begangen, das vor einem Militärgericht hätte bewiesen werden können. Ghezi wurde von der schwedischen Luftwaffe auf Staatskosten (geschätzte 500.000 bis 600.000 schwedische Kronen = 60.000 bis 71.000 Euro) in einem Gulfstream IV Jet nach Hause geflogen.
Anfangs stellte der schwedische Staatsanwalt fest, dass gegen ihn Anklage wegen seiner früheren Vergehen, bevor er Schweden verließ, erhoben werde. Später wurde die Anklage aber fallen gelassen. Ghezali wurde auch bedroht. Es wurde geäußert, dass ihm die schwedische Regierung zu viel Unterstützung gewährt habe. Ghezali war Person einer englischsprachigen Dokumentation über das Guantanomo-Lager – Gitmo – The New Rules of War.
Ein Artikel des Boston Globe über Guantanamo-Gefangene, die nach ihrer Freilassung wieder zum Terrorismus zurückkehrten, erwähnte auch Ghezali. Der Artikel besagte zudem, dass er vom schwedischen Geheimdienst beobachtet werde. Ghezali äußerte in seinem Buch, er fühle, intensiv von der Säkerhetspolisen (SÄPO) beobachtet zu werden, sowohl zu Hause als auch unterwegs. Er behauptete, dass ihn diese Überwachung in Depressionen gestürzt habe.

## Mitteilungen nach der Freilassung
Nach seiner Freilassung kritisierte Ghezali die schwedische Regierung dafür, dass sie ihm nicht ausreichend geholfen habe. Er widersprach dem Außenministerium, ihm sei gesagt worden, ihm sei ein schwedischer Anwalt gestellt worden und die schwedische Regierung habe Schritte für ihn unternommen. Dem widersprach wiederum das schwedische Außenministerium, denn es hatte die Treffen mit Ghezali dokumentiert. Ein Psychologe vermutete, dass Ghezalis Erinnerung an die Ereignisse durch den Stress der Gefangennahme und der Gefangenschaft beeinträchtigt sein könnte.
Ghezali beschrieb seinen Aufenthalt im Guantanamo-Camp und behauptete, er sei mit Schlafentzug gefoltert sowie in einem Verhörraum dazu gezwungen worden, 13 Stunden am Stück zu sitzen. Er plane eine Sammelklage gegen die USA. Zusammen mit Gösta Hultén gab er ein Buch über die Zeit seiner Gefangenschaft in Guantanamo heraus.

## Verhaftung und Freilassung in Pakistan 2009
Das schwedische Fernsehprogramm Rapport berichtete am 10. September 2009, dass Ghezali zu einer Gruppe von 12 Ausländern gehört habe, die in Pakistan eine Woche zuvor in der Provinz Dera Ghazi Khan verhaftet worden waren. Sie wurden verdächtigt in Verbindung zur al-Qaida zu stehen. Pakistanische Sicherheitsleute berichteten, dass die 12 Männer am 28. August 2009 gefangen genommen wurden. Von den 12 Männern waren drei (einschließlich Ghezali) mit schwedischer Staatsbürgerschaft, sieben mit türkischer Staatsbürgerschaft, einer mit russischer und einer mit iranischer Staatsbürgerschaft. Der pakistanische Polizeichef Mohammad Rizwan sagte, dass die Männer festgenommen worden waren, als sie versuchten über einen Kontrollpunkt in die Punjab-Provinz einzureisen. Er sagte, dass die Polizei bei ihnen CDs, Geld und Literatur gefunden hat, was auf eine Verbindung zu terroristischen Aktivitäten hinweise. Nach ihrer Festnahme wurden Ghezali und die beiden anderen schwedischen Staatsbürger nach Islamabad überstellt. Rizwan beschrieb Ghezali als einen sehr gefährlichen Mann.
Ghezalis Anwalt, Anton Strand, antwortet auf die Fragen der Reporter, ob er von der Verhaftung seines Mandanten überrascht sei: "Ja, ich bin überrascht. Man muss wissen, dass Ghezali schon früher in diese Region gereist ist und er sich für die Region interessiert. Er ist religiös und hat dort Freunde und Kontakte." Die englischsprachige schwedische Zeitung The Local zitierte Gösta Hultén, den Autor von Ghezalis Buch. Er sagte, dass Ghezalis Vater glaube, dass Ghezali auf einer religiösen Pilgerreise nach Saudi-Arabien war. Er berichtete, dass Ghezali einige Tage vorher aus Saudi-Arabien angerufen habe, also etwa eine Woche nachdem die pakistanischen Behörden die Verhaftung der zehn Männer vermeldet hatten. Hultén berichtete, dass der Vater sehr erzürnt über die Beschuldigungen gegen Mehdi, wegen der Verbindungen zu al-Qaida, gewesen sei. Schließlich sei er schon einmal von diesen Verdächtigungen freigesprochen worden. Am 13. September 2009 bestätigten die schwedischen Behörden, dass Pakistan drei schwedische Staatsbürger verhaftet hat. Über die Identität der Personen machten sie aber keine Angaben.
Am 16. September 2009 wurden zwei von Ghezalis Reisebegleitern identifiziert.
Es wurde berichtet, dass der 28-jährige Munir Awad, die 19-jährige Safia Benaouda und ihr zweieinhalbjähriger Sohn verhaftet worden seien. Die Beschuldigung laute, dass die vier Schweden nach Miranshah in Wasiristan reisen, um dort den vermutlichen Taliban-Führer Zahir Noor zu treffen. Ghezali erklärte dazu, dass die Gruppe nach Lahore reise, um dort an einem harmlosen Treffen mit der muslimischen Erweckungsbewegung Tablighi Jamaat teilzunehmen. Die Schweden wurden am 10. Oktober 2009 freigelassen. Sie wurden um 8 Uhr GMT in ein Flugzeug nach Schweden gesetzt. Der pakistanische Innenminister Rehman Malik hatte den schwedischen Diplomaten am 6. Oktober 2009 mitgeteilt, dass er am 7. Oktober 2009 noch einen offiziellen Bericht über die festgenommenen Schweden erhalten werde und dass er dann entscheiden werde, ob sie weiter festgehalten werden würden. Die schwedische Zeitung The Local berichtete auch von der zusätzlichen Beschuldigung, dass sich die Gruppe in dem Sperrgebiet in der Nähe einer Nuklearanlage aufgehalten habe. Die schwedische Botschafterin Ulrika Sundberg begleitete die Schweden auf ihrem Flug.
Zum Zeitpunkt ihrer Freilassung hatten die schwedischen Behörden immer noch keinen offiziellen Bericht über die Festnahmen aus Pakistan erhalten. Auf einer Pressekonferenz am 23. November 2003 gaben Ghezalis Anwälte mehr Einzelheiten der Reise preis. Sie versicherten, dass sich Ghezali und seine Reisegefährten erst im letzten Moment, während einer Reise durch Länder des mittleren Ostens, entschlossen hatten ihre Reispläne zu ändern und Pakistan in ihre Reiseroute mit einzubeziehen. Ihnen war vom Koordinator der Reise gesagt worden, dass ihr Visa für die Reise innerhalb Pakistans bei ihrer Ankunft erledigt werden könne. Seine Anwälte äußerten ihre Besorgnis, das der schwedische Geheimdienst die Beobachtung von Ghezali fortsetzen würde. Sie sagten, dass die Spekulationen der Presse, dass die Reise nach Pakistan den Zweck hatte, den Dschihad zu unterstützen, unfair sei und durch keine Beweise gestützt werde.

## Angebliche Verwicklung in das Bombenattentat in Burgas
Bulgarische Medien vermuteten am 19. Juli 2012, dass Ghezali der Selbstmordattentäter bei dem Anschlag am Flughafen Burgas vom 18. Juli 2012 sein könnte. Die schwedische Sicherheitspolizei erklärte daraufhin in einer kurzen Mitteilung, dass Ghezali nicht der Attentäter ist.